# Ivan Vargić
Ivan Vargić (Diakovár, 1987. március 15. –) horvát válogatott labdarúgókapus, a Lazio játékosa.
A horvát válogatott tagjaként részt vett a 2016-os Európa-bajnokságon.

## Sikerei, díjai
HNK Rijeka
- Horvát kupa (1): 2013–14
- Horvát szuperkupa (1): 2014